# Métro d'Adana
Le métro d'Adana est un réseau de métro desservant la ville de Adana cinquième ville de Turquie située à l'ouest du pays à 30 kilomètres de la côte méditerranéenne. Un premier tronçon de 13,5 km et 13 stations mis en chantier en 1999 a été inauguré en 2009.

## Historique
Le projet de métro est évoqué pour la première fois en 1988. Une étude de faisabilité est finalisée en 1990. La réalisation de la ligne de métro est confié en 1996 au consortium d'entreprises Adtranz-Alarko-ABB Electric pour une somme de 340 millions US$. Le plan de la  ligne telle qu'il était prévu initialement est prolongé vers le sud et les travaux démarrent en janvier 1999. Le chantier rencontre des difficultés qui nécessitent une rallonge budgétaire du gouvernement turc. Faute de moyens financiers le projet est arrêté en 2002 et ne redémarre qu'en 2008 après que la municipalité ait obtenu une rallonge budgétaire de 194 millions US$. La ligne est ouverte partiellement le 18 mars 2009 entre les stations Hastane  et Vilayet. Après 3 mois de fonctionnement, le service est arrêté pour permettre l'achèvement des travaux. La ligne entière est mise en service le 14 mai 2010.

## Réseau
Le réseau est constitué par une ligne unique longue de 13,9 kilomètres à double voie dont 3,5 kilomètres ont été construits en tranchée couverte, 2,5 km en tranchée, 5,6 km sur viaduc et 2,55 kilomètres en surface. La ligne comprend 13 stations dont 4 km en sous-sol, 5 sur viaduc et 4 en surface. Toutes les stations sont équipées d'escalators et de d’ascenseurs.  La distance entre stations est en moyenne de 1 kilomètre.  La ligne va de la station Nastane jusqu'à la station Akıncılar et se situe, sauf les deux dernières stations, sur la rive gauche du fleuve Seyhan. La voie est à écartement normal (1 435 mm) et l'alimentation électrique se fait par caténaire.

## Matériel roulant
Le parc de matériel roulant est constitué de 36 voitures Eurotem construites par la société Hyundai. Ce matériel est identique à celui qui circule sur la ligne 4 du métro d'Istanbul. Chaque voiture a une longueur de 27 mètres et une largeur de 2,65 mètres pour une masse de 41 tonnes. Une rame de métro comprend 3 voitures et peut transporter 933 passagers. La vitesse maximale est de 80 km/h.

## Exploitation
Les trains circulent de 6h à 23h30 tous les jours de la semaines avec une fréquence de 4 minutes aux heures de pointe et de 15 minutes en heure creuse. Le temps de parcours des 13,5 kilomètres de la ligne est de 21 minutes. Dans sa configuration initiale, la ligne peut transporter 21 600 personnes par heure. Après réalisation du prolongement de 9,3 km la ligne pourra transporter 660000 passagers par jour. Le métro est exploité par la régie municipale ABBO.

## Projets de développement
Un prolongement de 9,3 kilomètres entre les stations d'Akıncilar et Université Çukurova est en cours de réalisation sur la rive droite du fleuve Seyhan.